# 技术报表
技术报表（亦称技术投入产出表）是技术项目主体对外提供的反映公司技术、项目状况的统计报表，包括工作分解结构表、技术就绪水平量表等。技术报表是技术报告的主要部分。技术报表以数字记录和计量创新主体的创新绩效。

## 资料来源
1. ↑  中关村科技评价研究院 何小敏. . 《高科技与产业化》. 2015-01-23  [2023-08-02]. （原始内容存档于2023-08-02）.
2. ↑  . 中智科博（北京）产业经济发展研究院. 2023-04-07  [2023-08-02]. （原始内容存档于2023-08-02）.